# Коростенське лісомисливське господарство
Державне підприємство «Коростенське лісомисливське господарство» — структурний підрозділ Житомирського обласного управління лісового та мисливського господарства.
Офіс знаходиться в місті Коростень Житомирської області.

## Історія
Підприємство було утворене 1940 року за рахунок лісів державного лісового фонду та лісів місцевого значення. До 1940 року лісові масиви Шершнівського і Турчинецького лісництв входили до складу Малинського лісгоспу, а лісові масиви Ушомирського і Омелянівського лісництв — до складу Лугинського лісгоспу. Бехівське лісництво відносилось до Коростенського райлісгоспу. Сучасний статус підприємство отримало згідно з наказом Держкомлісгоспу України №188 від 23 лютого 2005 року.

## Лісовий фонд
Лісовий фонд підприємства розміщений на території Коростенського, а також частково на території Хорошівського району.
Загальна площа лісового фонду складає 29846 га, з них під лісами — 25406 га. Загальний запас деревини складає 6087 тис. м³.

## Структура
- Бехівське лісництво
- Омелянівське лісництво
- Турчинецьке лісництво
- Ушомирське лісництво
- Шершнівське лісництво
- автотранспортний цех
- лісопромисловий комплекс
- нижній склад на ст. Нова-Борова
- шкільне лісництво
- їдальня «Ялинка»

## Об'єкти природно-заповідного фонду
Природно-заповідний фонд представлений 11 об'єктами.